# Bibikovana laciniosa
Bibikovana laciniosa är en loppart som först beskrevs av Rothschild 1908.  Bibikovana laciniosa ingår i släktet Bibikovana och familjen Pygiopsyllidae.

## Underarter
Arten delas in i följande underarter:
- B. l. laciniosa
- B. l. bismarckensis